# Władysław Hasior
Władysław Hasior (Nowy Sącz, 14 maggio 1928 – Varsavia, 14 luglio 1999) è stato uno scultore, pittore e scenografo polacco.
Studiò all'Accademia di Belle Arti di Varsavia e il suo lavoro è nel Muzeum Tatrzańskie di Zakopane e nel Miejski Ośrodek Sztuki di Gorzów.